# 29645 Kutsenok
A 29645 Kutsenok (ideiglenes jelöléssel (29645) 1998 VX37) a Naprendszer kisbolygóövében található aszteroida. A LINEAR projekt keretében fedezték fel 1998. november 10-én.